# Меркур Шпиль-Арена
«Мерку́р Шпиль-Аре́на» (нем. Merkur Spiel-Arena, до июня 2009 года — «ЛТУ Арена», до 2 августа 2018 года — «Эсприт Арена») — многофункциональный стадион в Дюссельдорфе, Германия, домашняя арена футбольного клуба «Фортуна».
Строительство было начато в 2002 году недалеко от берега Рейна на месте старого «Рейнштадиона» и было завершено в 2004 году. Первый матч на стадионе прошёл 10 сентября 2004 года, «Фортуна» обыграла берлинский «Унион» (2:0). Стоимость постройки составила 218 миллионов евро. Носит название производителя одежды Esprit (одна из штаб-квартир этого холдинга расположена в Ратингене в 12 км от Дюссельдорфа).

## История

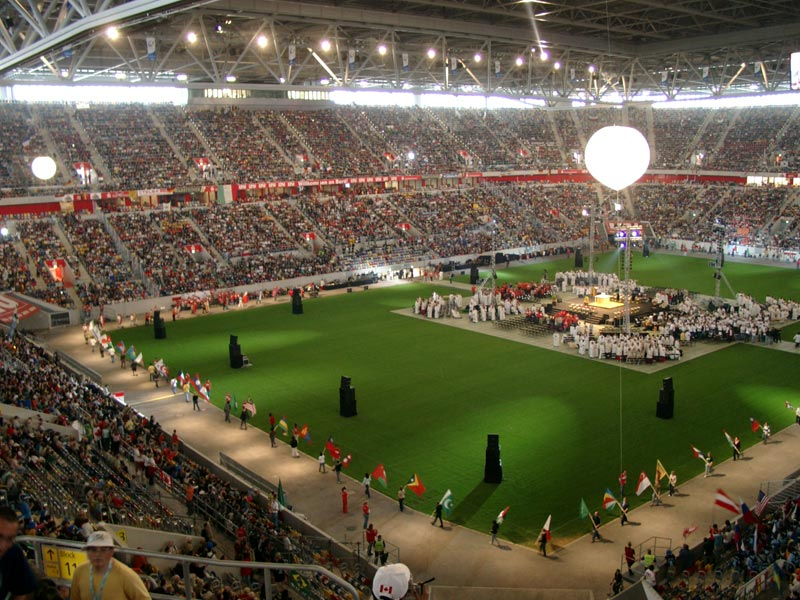
Август 2005 года

Стадион изначально вмещал 51 500 зрителей, но летом 2010 года некоторые сидячие места были заменены на стоячие и сейчас вместимость на футбольных матчах составляет 54 600 мест (из них около 10 000 стоячих). На международных матчах вместимость составляет 51 500 мест. На концертах стадион может вместить до 66 500 зрителей. Стадион имеет навес над трибунами и раздвижную крышу над игровым полем. Специальная система подогрева поля позволяет проводить различные события в разгар зимы.
Стадион не принимал матчи чемпионата мира 2006 года в Германии, однако на арене проводились некоторые международные матчи сборных. Сборная Германии играла здесь с Аргентиной (2005, 2014), Швейцарией (2007), Норвегией (2009), Бельгией (2011) и Испанией (2018). Также на стадионе два товарищеских матча провела сборная Португалии: против Саудовской Аравии (2006) и Греции (2008).
До 2007 года на стадионе также проводила свои домашние матчи команда по американскому футболу «Рейн Файр» из лиги NFL Europe до того как команда и лига были расформированы.

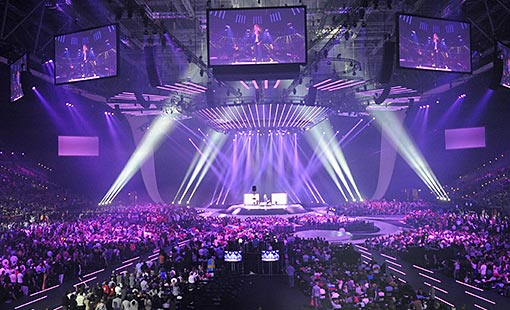
Евровидение-2011 на стадионе

С января 2009 года и до окончания сезона 2008/09 на этом стадионе проводил свои домашние матчи и леверкузенский «Байер 04» (в связи с реконструкцией собственной арены).
В ноябре 2010 года и в декабре 2011 года на стадионе проходила Гонка чемпионов, в которой участвовали такие звёзды авто- и мотоспорта как Михаэль Шумахер, Себастьен Лёб, Себастьян Феттель, Ален Прост, Дженсон Баттон, Дэвид Култхард, Мик Дуэн и другие.
На стадионе регулярно проходят концерты всемирно известных исполнителей. Первым концертом стало выступление немецкого певца Херберта Грёнемайера в январе 2005 года. The Rolling Stones выступали на арене дважды в 2007 и 2014 годах. Depeche Mode выступали на стадионе шесть раз. 28 мая 2016 года в рамках своего One On One tour здесь выступал Пол Маккартни. Летом 2016 года на стадионе выступали AC/DC и Beyoncé.
На стадионе проходили первые матчи чемпионата Европы по гандболу среди мужчин 2024 года, собравшие на трибунах по 53 586  человек, что стало рекордом по посещаемости гандбольных матчей.

## Значимые события
- Эсприт-арена принимала 56-й конкурс песни Евровидение 2011.
- 28 ноября 2015 года состоялся чемпионский поединок в тяжёлом весе за титулы IBF, IBO, WBO,WBA super и The Ring между Владимиром Кличко и Тайсоном Фьюри.